# Stimmliche Benutzerschnittstelle
Der Begriff Stimmliche Benutzerschnittstelle (engl. voice user interface, VUI) bezeichnet in Anlehnung an eine grafische Benutzeroberfläche die Benutzerschnittstelle von Sprachdialogsystemen.
Die Ein- und Ausgabe erfolgt hierbei über gesprochene Sprache. Hierfür werden weder die Hände benötigt, noch muss ein Display beobachtet werden. Haupteinsatzgebiete sind neben dem Telefoniebereich in Form von IVRs Smartphones mit ihren persönlichen Assistenzsystemen wie etwa Siri oder Google Now.
Durch ein günstiges Dialog Design versucht man die Vorteile einer Stimmlichen Benutzerschnittstelle zur Geltung zu bringen und deren Beschränkungen abzumildern.
Für die Entwicklung benutzerfreundlicher Dialogsysteme bietet sich die Durchführung von Wizard-of-OZ Tests an, um während der Entwicklung eine gute Benutzbarkeit des Sprachdialoges sicherzustellen.